# 胡利奥·阿亨蒂诺·罗加
阿莱霍·胡利奥·阿亨蒂诺·罗加·帕斯（西班牙語：Alejo Julio Argentino Roca Paz，1843年7月17日—1914年10月19日），阿根廷陆军将军，两任阿根廷总统（1880—1886年、1898—1904年）。
胡利奥·罗加在1858年3月19日15岁之前参加了阿根廷联邦的军队，在布宜诺斯艾利斯和其他内部省之间的征战中服役。他还参加了1865年和1870年之间与反对巴拉圭的三国同盟战争。在恩特雷里奥斯省镇压里卡多·洛佩斯(Ricardo López)的反叛中晋升到上校，在桑塔罗萨战役他击败反叛将军阿雷东多(José M. Arredondo)后尼古拉斯·阿韦利亚内达总统提升他为将军。
1877年他任阿韦利亚内达总统的战争部长，1880年当选总统，1898年再次当选，1912年罗加由罗克·萨恩斯·佩尼亚总统任命为驻巴西的阿根廷特别大使，1914年返回到阿根廷。在1914年10月19日死在布宜诺斯艾利斯。他的儿子小胡利奥·阿亨蒂诺·罗加1932-1938年任过副总统。
| 前任： 尼古拉斯·阿韦利亚内达    | 阿根廷总统 1880年—1886年 | 繼任： 米格尔·华雷斯·塞尔曼 |
| 前任： 何塞·埃瓦里斯托·乌里武鲁 | 阿根廷总统 1898年—1904年 | 繼任： 曼努埃尔·金塔纳      |